# John Mayall
John Mayall (ur. 29 listopada 1933 w Macclesfield, zm. 22 lipca 2024 w Kalifornii) – brytyjski multiinstrumentalista (grał na gitarze, instrumentach klawiszowych, harmonijce), kompozytor, bluesman, pionier muzyki rockowej.  W 2024 wprowadzony do Rock and Roll Hall of Fame. Po raz pierwszy wystąpił w Polsce w 1979 r. Jego utwór Blues from Laurel Canyon brzmiał w czołówce audycji Radiokurier.

## Życiorys
John Mayall urodził się w rodzinie Murraya Mayalla – gitarzysty i entuzjasty jazzu. Od najmłodszych lat słuchał amerykańskich bluesmanów takich jak Leadbelly, Albert Ammons, Pinetop Smith czy Eddie Lang i sam uczył się gry na fortepianie, gitarze i harmonijce.
Po ukończeniu college’u Mayall odsłużył trzy lata w armii brytyjskiej w Korei. W 1956 zaczął grać bluesa w półprofesjonalnej grupie The Powerhouse Four, a następnie w The Blues Syndicate. Pod wpływem Alexisa Kornera przeniósł się do Londynu i utworzył tam John Mayall’s Bluesbreakers.
Mayall był przeciętnie o dziesięć lat starszy niż pierwsze pokolenie muzyków brytyjskiego rock and rolla i rocka i w momencie, gdy ten się narodził miał już wieloletnie doświadczenie muzyczne. Nic zatem dziwnego, że stał się nestorem sceny rockowej w pierwszej połowie lat sześćdziesiątych. Mayall był też pierwszym, który sięgnął do korzeni muzyki rockowej – bluesa i zainicjował styl blues rock. W jego grupie John Mayall & the Bluesbreakers, która była swoistą wylęgarnią i szkołą talentów, występowali tacy muzycy jak Eric Clapton i Jack Bruce (później w Cream), Peter Green, John McVie i Mick Fleetwood (później założyciele Fleetwood Mac), Mick Taylor (później zastąpił Briana Jonesa w The Rolling Stones), Jon Hiseman (później założyciel grupy Colosseum), Jon Mark i Johnny Almond założyciele grupy Mark-Almond i wielu innych. Większość uczniów Mayalla później znacznie przewyższyła go popularnością.
Pod koniec lat sześćdziesiątych, po komercyjnym sukcesie odniesionym w Stanach Zjednoczonych, Mayall przeprowadził się do Laurel Canyon w Los Angeles wtapiając się w lokalną scenę blues rocka i jazz-rocka.
W roku 2005 został uhonorowany Orderem Imperium Brytyjskiego.

## Dyskografia

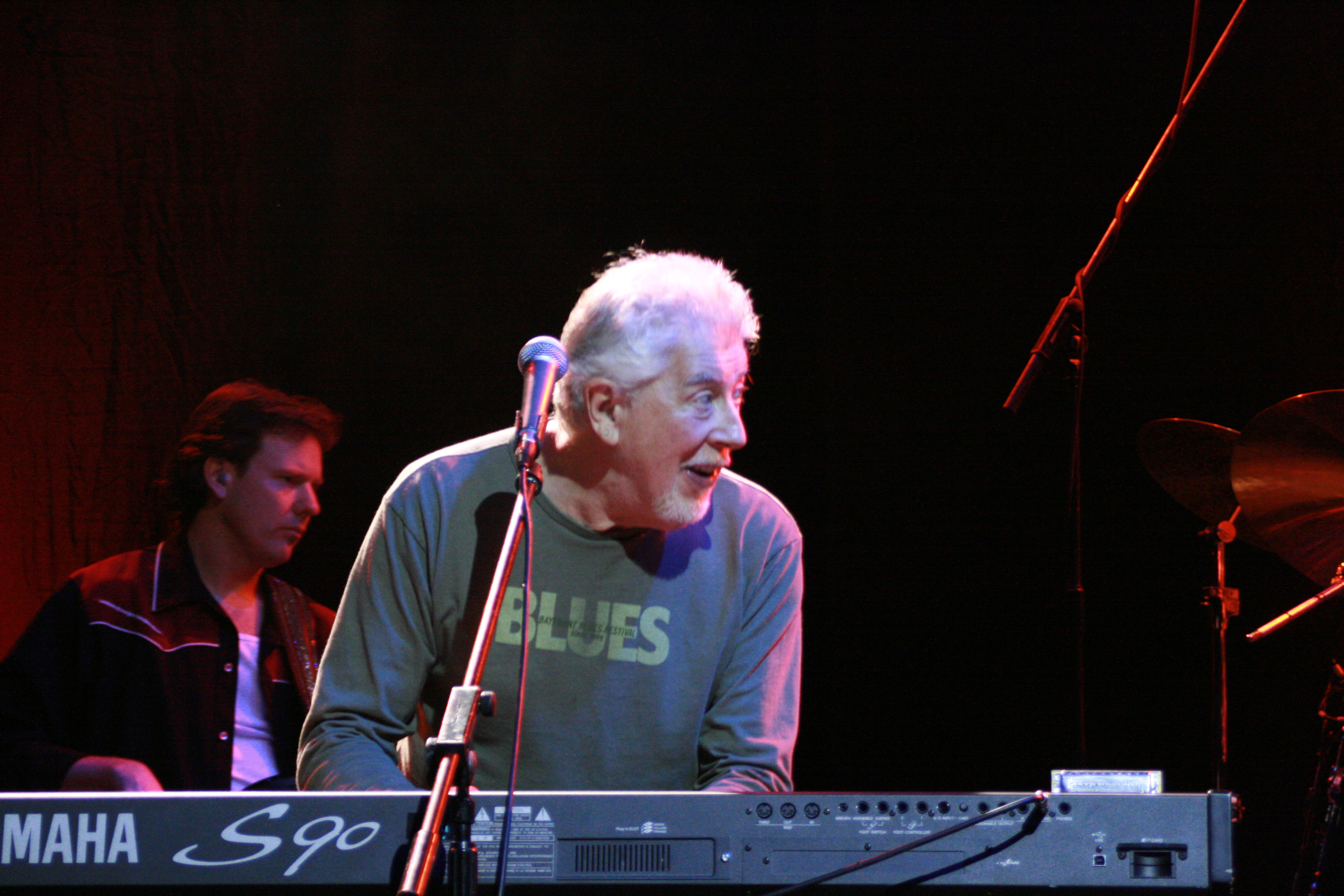
John Mayall (listopad 2006).

- 1965 John Mayall Plays John Mayall
- 1966 Blues Breakers with Eric Clapton
- 1967 A Hard Road
- 1967 Crusade
- 1967 The Blues Alone
- 1968 Bare Wires
- 1968 Blues Giant
- 1968 Blues from Laurel Canyon
- 1969 Looking Back
- 1969 Thru The Years
- 1969 Primal Solos
- 1969 The Turning Point
- 1969 Empty Rooms
- 1970 USA Union
- 1971 Back to the Roots
- 1971 Memories
- 1972 Jazz Blues Fusion (live)
- 1973 Moving On
- 1973 Ten Years Are Gone
- 1974 Latest Edition
- 1975 New Year, New Band, New Company
- 1975 Notice to Appear
- 1976 A Banquet in Blues
- 1977 Lots of People
- 1977 A Hard Core Package
- 1978 Last of the British Blues
- 1979 The Bottom Line
- 1980 No More Interviews
- 1982 Road Show Blues
- 1982 Return of the Bluesbreakers
- 1985 Behind the Iron Curtain
- 1988 Chicago Line
- 1988 The Power of the Blues
- 1988 Archives to Eighties
- 1990 A Sense of Place
- 1992 1982 Reunion Concert
- 1992 Cross Country Blues
- 1993 Wake Up Call
- 1995 Spinning Coin
- 1997 Blues for the Lost Days
- 1999 Padlock on the Blues
- 1999 Rock the Blues Tonight
- 1999 Live at the Marquee 1969
- 2001 Along for the Ride
- 2002 Stories
- 2003 Rolling With The Blues
- 2003 70th Birthday Concert CD & DVD
- 2004 The Godfather of British Blues/Turning Point DVD
- 2004 The Turning Point Soundtrack
- 2005 Road Dogs
- 2007 In the Palace of the King
- 2009 Tough
- 2014 A Special Life
- 2015 Live in 1967
- 2015 Find A Way To Care
- 2017 Talk About That
- 2018 Three For The Road
- 2019 Nobody Told Me
- 2022 The Sun Is Shining Down